# Тертуліан
Квінт Септи́мій Флоре́нс Тертуліа́н (лат. Quintus Septimius Florens Tertullianus, 155/165, Карфаген — 220/240) — один із найвидатніших ранньохристиянських письменників та теологів, автор 40 трактатів, з яких збереглося 31. Він є найяскравішим виразником впевненості про несумісність філософії та християнського віровчення, тієї основоположної лінії, що була сформульована у «Посланнях апостола Павла» і наголошувала, що християнське одкровення «усуває мудрість світу всього».

## Життєпис
Його батько був сотником військової залоги у Карфагені. Місто славилося одним із найкращих осередків науки у державі. Тертуліан здобув якісну освіту. Зокрема досконало вивчив грецьку мову та здобув знання з риторики й права. У 195 р. він одружився, однак це не завадило йому стати пресвітером.
Помер близько 240 р. у своєму рідному місті.

## Філософські погляди

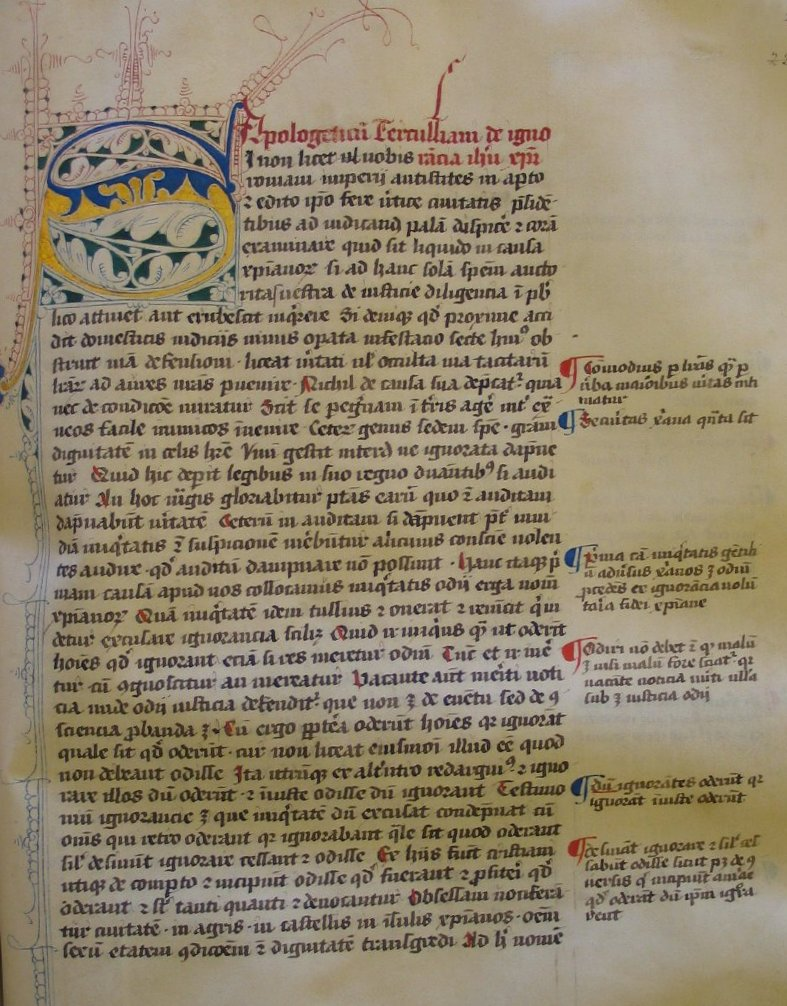
«Апологетика» Тертуліана, копія 1442—1444 років

Вихований у традиціях римської юридичної культури, прохолодно і навіть вороже ставився до абстрактних систем грецької філософії. «Жалюгідний Аристотель» встановив для єретиків діалектику — «мистецтво будувати і руйнувати, мистецтво саме по собі безплідне, але таке, що породжує численні суперечки, а тим самим і єресі».
Доводячи тезу про несумісність філософії та християнського віровчення, Тертуліан став раннім виразником його практичного розуміння. Воно виходить з того, що соціальна функція філософії відмінна від релігії. Соціальна функція є незалежною від того чи іншого філософського обґрунтування, якого вона, власне, не потребує. Між Афінами та Єрусалимом, між Академією та церквою, між язичниками-єретиками та християнами не може бути нічого спільного. Після Христа немає потреби у якій-небудь допитливості, а після Євангелія немає потреби в дослідженнях. Відкидаючи філософію Платона, Арістотеля, Епікура, Геракліта, Емпедокла, він проголошує філософів патріархами єретизму.
Тертуліан вважав поєднання плоті та душі настільки тісним, що важко сказати чи плоть «носить» душу, чи душа плоть. Завдяки плоті душа «насолоджується» дарами природи, багатством світу. Тертуліан не вважав плоть «посудиною» для душі, а думав, що вона створена першосутністю.
Тертуліан висуває тезу про несумісність віри та розуму, наголошуючи, що сила віри прямо пропорційна безглуздості положень, в які віриш. Дана позиція є досить показовою для ірраціонального світогляду не тільки християнського віровчення, а, по суті, і для будь-якого монотеїстичного віровчення, для будь-якої ірраціоналістичної філософії.
Програмна зневага до розуму, проголошена Тертуліаном, усе ж не могла вберегти його від вирішення важливих питань шляхом логічної побудови думки, без чого не могла обійтися молода християнська теологія: про природу Бога і людської душі. І тут християнський апологет підпав під вплив уявлень римського стоїцизму. Він дійшов висновку, що єдиний Бог, звісно, є не чимось іншим, як дух, проте це дух, рівний ніщо. Він аж ніяк не матеріальний, а тілесний, як це уявлялося стоїками у їхньому вченні про пневму. Аналогічно і душа, яка відрізняється від людського тіла як щось більш тонке і текуче, все ж тілесна. Адже інакше неможливо пояснити, як дух розповсюджується по всьому тілу, використовує їжу та відчуває. У зв'язку з цим Тертуліан, всупереч Платонові, висловлюється навіть на користь сенсуалізму. Відповідно до цього він уявляв будь-яку людську душу не як таку, що вселилася із зовні, а як таку, що виникла за допомогою Бога із сім'я і передається з тих пір від покоління до покоління і зберігає в собі як образ верховного творця, так і первородний гріх прабатьків Адама та Єви, зберігається в людській душі як деяка пневма, рівна ніщо. Дане вчення відкидало розповсюджене в міфології уявлення про вічне переселення душі з тіла в тіло. З ніщо приходить — в ніщо піде.

## Вибрані твори

Opera omnia, 1598

- Adversus Marcionem — суперечка Тертуліана з Маркіоном в 5-ти томах. Маркіон був єретиком близьким до гностиків.
- Adversus Judaeos — суперечка з юдеями, які не визнають Ісуса Христа месією.
- Apologeticum, бл. 197 — один з найвизначніших творів, апологетика християнства проти язичників.
- De cultu feminarum (Про прикрашання жінок) — Тертуліан виступає проти макіяжу жінок та чоловіків.
- De spectaculis (Про ігри) — «..ті християни, хто відвідує ігри, перебуває в товаристві демонів, які володіють тими містами». (бл.200).
- Adversus Praxean (Проти Праксея) — аргументи проти модаліста Праксея. бл. 213.
- Ad Uxorem (До моєї жінки), бл. 207 — Тертуліан захищає шлюб та виступає проти вимоги гностиків до життя без шлюбу. Закликає християнських жінок проти шлюбу з язичниками.